# ستیل پالمیتات
ستیل پالمیتات (به انگلیسی: Cetyl palmitate) با فرمول شیمیایی C۳۲H۶۴O۲ یک ترکیب شیمیایی است. شکل ظاهری این ترکیب، موم بی‌رنگ است.